# マイロボット
『マイロボット』は、藤子・F・不二雄（発表時は藤子不二雄名義）の読み切り漫画作品。『マンガ少年』（朝日ソノラマ）1979年4月号に掲載。

## あらすじ
ある日、主人公の富夫が注文がしたマイロボットの組み立てキットが届く。早速組み立て始めるが、留守にしている間に弟と父親が勝手に作業を進めてしまうアクシデントが発生。なんとか完成させて『ゴンベ』と名付け一緒に生活するが、次第にプログラムに無い行動をし始め…

## 登場人物
富夫
ロボットが好きな男の子。新製品の『エポック1組み立てキット』を注文し、ゴンベを作り上げる。母親曰く、まったく勉強しないために成績は悪い様子。
ゴンベ
富夫が完成させた最新型の高性能ロボット。何らかのミスによって自我が生まれ、家の手伝いをしたり富夫の弟と喧嘩するなど人間のように振る舞い始める。次第に富夫に好意を持ち始め、富夫のガールフレンドに『ねたみ』を抱くようになり、ロボットには不可能なはずの『嘘』をつく。
坂田
富夫の隣人。一からロボットを自作するなどかなりのマニアで、富夫に慕われている。それが祟ってか大学を何度も落第している。
リカ
音楽グループ『ザ・ダンマツマ』のファンで、富夫とは一緒にコンサートに行くほどの仲。そのため、ねたみを持ったゴンベに妨害を受ける。

## ドラマ
2025年3月25日、藤子・F・不二雄 SF短編ドラマの1作としてドラマ化。主演は大西利空。